# Agapornithinae
Agapornithinae es una subfamilia de aves psitaciformes, una de las cinco subfamilias que componen la familia Psittaculidae. Sus miembros son loros pequeños, de cola corta que habitan en África y Asia. Suelen tener plumajes predominantemente verdes y presentar coloraciones distintas en la cabeza.

## Clasificación
La subfamilia contiene tres géneros:
- Género Agapornis
  - Agapornis canus - inseparable malgache;
  - Agapornis fischeri - inseparable de Fischer;
  - Agapornis lilianae - inseparable del Nyasa;
  - Agapornis nigrigenis - inseparable cachetón;
  - Agapornis personatus - inseparable cabecinegro;
  - Agapornis pullarius - inseparable carirrojo;
  - Agapornis roseicollis - inseparable de Namibia;
  - Agapornis swinderniana - inseparable acollarado;
  - Agapornis taranta - insaparable abisinio;

- Género Loriculus
  - Loriculus vernalis - lorículo vernal;
  - Loriculus beryllinus - lorículo de Ceilán;
  - Loriculus philippensis - lorículo filipino;
  - Loriculus galgulus - lorículo coroniazul;
  - Loriculus stigmatus - lorículo de Célebes;
  - Loriculus sclateri - lorículo de las Sula;
  - Loriculus amabilis - lorículo amable;
  - Loriculus catamene - lorículo de la Sangihe;
  - Loriculus aurantiifrons - lorículo papú;
  - Loriculus exilis - lorículo exiguo;
  - Loriculus pusillus - lorículo de Java;
  - Loriculus flosculus - lorículo de Flores;
  - Loriculus camiguinensis - lorículo de Camiguín;
  - Loriculus tener - lorículo de las Bismarck;

- Género Bolbopsittacus
  - Bolbopsittacus lunulatus - lorito guayabero.